# Manoir des Métairies
Le manoir des Métairies est un édifice situé à Tréal en France.

## Localisation
Le manoir est situé sur le territoire de la commune de Tréal, au lieu-dit les Métairies, dans le département du Morbihan en région Bretagne.

## Description
Le manoir date du XVIe siècle. Édifice à un étage carré, construit en moellons de schiste. Toiture à  longs pans recouverte d'ardoises.

## Historique
Le manoir date du XVIe siècle, il est inscrit à l'inventaire général du patrimoine culturel.